# カール・レイドル
カール・ディーン・レイドル (Carl Dean Radle, 1942年6月18日 - 1980年5月30日) は、アメリカ合衆国のベーシスト。1960年代後半から70年代にかけて、セッション・ミュージシャンとして、リタ・クーリッジやクリス・クリストファーソン、ボブ・ディランなど数多くの著名なミュージシャンと共演した。
デレク・アンド・ザ・ドミノスのメンバーでもあり、エリック・クラプトンと長期にわたって活動した。

## 経歴
レイドルはオクラホマ州タルサの出身。
彼は数多くのゴールドおよびプラチナのアルバム、シングルで演奏し、多くのミュージシャンの尊敬を集めた。彼のベースラインはしばしばシンプルで反復的であったが、常に曲をサポートすることを目的としていた。
彼はエリック・クラプトンと長期にわたって共演した。1969年のデラニー&ボニーに始まり、1970年にはクラプトン、ドラマーのジム・ゴードン、ギタリストのデュアン・オールマン、キーボードのボビー・ウィットロックとデレク・アンド・ザ・ドミノスを結成した。
彼は1970年から1979年までクラプトンのソロ作品に参加した。クラプトンが1971年から3年間休養していた間、彼は共にレコーディングを行ったミュージシャンのテープをクラプトンに提供した。そして1974年にクラプトンが活動を再開した時には、その復帰に貢献した。彼はサイドマン以上の役割を果たし、いくつかの曲、特に「マザーレス・チルドレン」のアレンジャーとしても活躍した。アルバム『ノー・リーズン・トゥ・クライ』では、アソシエイト・プロデューサーとしてクレジットされた。また1974年から1979年まで、同郷のディック・シムズ（キーボード）、ジェイミー・オールデイカー（ドラムス）と共にツアー・バンドの中核メンバーだった。
1970年から72年までデイブ・メイソン、J.J.ケイル、ジョージ・ハリスン、ジョー・コッカー、レオン・ラッセル、バディ・ガイなど多くのミュージシャンと共演した。1970年、ジョー・コッカーの『マッド・ドッグス&イングリッシュメン』ツアーに参加。1971年8月1日、ジョージ・ハリスンとラヴィ・シャンカルがニューヨークのマディソン・スクエア・ガーデンで開催した『バングラデシュ難民救済コンサート』にバンドのメンバーとして出演。その模様はアルバム『バングラデシュ・コンサート』（1971年）と映画『バングラデシュのコンサート』（1972年）に収録された。
1976年、ザ・バンドの解散コンサートに出演。その模様は映画『ラスト・ワルツ』で見ることができる。
1980年5月、クレアモアの自宅でアルコールと麻薬の過剰摂取で死去。享年37歳。
2006年、オクラホマ音楽の殿堂入りした。

## ディスコグラフィ

### デレク・アンド・ザ・ドミノス
- 『いとしのレイラ』 - Layla and Other Assorted Love Songs（1970年）
- 『イン・コンサート』 - In Concert（1973年）
- 『レイラ・セッションズ』 - The Layla Sessions: 20th Anniversary Edition（1990年）
- 『ライヴ・アット・ザ・フィルモア』 - Live at the Fillmore（1994年）

### エリック・クラプトン
- 『エリック・クラプトン・ソロ』 - Eric Clapton（1970年）
- 『461 オーシャン・ブールヴァード』 - 461 Ocean Boulevard（1974年）
- 『安息の地を求めて』 - There's One in Every Crowd（1975年）
- 『ノー・リーズン・トゥ・クライ』 - No Reason to Cry（1976年）
- 『スローハンド』 - Slowhand（1977年）
- 『バックレス』 - Backless（1978年）

## 参照
1. 1 2  “Carl Radle  Legendary Bass Guitarist”. Official Website (2005年). 2010年12月5日閲覧。
2. ↑  Collier, Rob. “A Lesson in Carl Radle's Style”.   Bassmusicianmagazine.com. 2015年6月20日閲覧。
3. ↑  “Discogs”. 2024年5月25日閲覧。
4. ↑  “Discogs”. 2024年5月25日閲覧。
5. ↑  “Carl Radle Memorial - Tribute to Legendary Bass Guitarist for Eric Clapton, Joe Cocker, George Harrison and Others”.   Carlradle.com. 2011年7月21日時点のオリジナルよりアーカイブ。2011年7月20日閲覧。